# 法師浜桜白
法師浜 桜白（ほうしはま おうはく、1900年（明治33年）- 1979年（昭和54年））は、日本の俳人。本名は直吉。初号は静秋。

## 経歴
八戸の朔日町の生まれ。前田桜曙から俳諧を学ぶ。階上小学校の教員を経て1924年（大正13年）にはちのへ新聞社に入社する。1927年（昭和2年）に東京日日新聞（現在の毎日新聞社）に移り、八戸通信部を振り出しに函館に転勤した。後に俳諧師としての活動を始め、健常者のみならず視覚障害者への俳誌も制作した。
その後新潟に移住し上京したが、1960年（昭和35年）に帰郷した。その後岩手放送（現・IBC岩手放送）八戸支社長を経てデーリー東北新聞社編集局顧問となる。1962年（昭和37年）には八戸市文化協会会長に、1967年（昭和42年）には八戸俳諧倶楽部会長となった。また俳諧のみならず『八戸小唄』の作詞者としても知られている。

## 刊行した俳誌
- 『銀河』
- 『白鳥』
- 『ともしび』- 点字雑誌。

## 受賞歴
- 青森文化賞 - 1965年（昭和40年）受賞。
- 東奥賞 - 1971年（昭和46年）受賞。